# Llista de diputats al Parlament Europeu en representació de Grècia (VII Legislatura)
Aquesta és una llista dels 22 diputats que representaren Grècia durant la VII Legislatura del Parlament Europeu (2009–14).

## Llista
| Nom                     | Partit nacional                                                    | Grup del PE          |
| ----------------------- | ------------------------------------------------------------------ | -------------------- |
| Kríton Arsenis          | Independent                                                        | S&D                  |
| Marieta Giannaku        | Nova Democràcia                                                    | PPE                  |
| Nikólaos Khundis        | Coalició de l'Esquerra Radical                                     | EUE-EVN              |
| Maria-Eleni Kopà        | Moviment Socialista                                                | S&D                  |
| Rodi Kratsa-Tsagaropulu | Nova Democràcia                                                    | PPE                  |
| Giorgos Kumutsakos      | Nova Democràcia                                                    | PPE                  |
| Stavros Lambrinidis     | Moviment Socialista                                                | S&D                  |
| Thanasis Pafilis        | Partit Comunista                                                   | EUE-EVN              |
| Khrisula Paliadeli      | Moviment Socialista                                                | S&D                  |
| Giorgos Papakonstandinu | Moviment Socialista                                                | S&D                  |
| Giorgos Papanikolau     | Nova Democràcia                                                    | PPE                  |
| Georgios Papastamkos    | Nova Democràcia                                                    | PPE                  |
| Anni Podimatà           | Moviment Socialista                                                | S&D                  |
| Kostas Pupakis          | Nova Democràcia                                                    | PPE                  |
| Silvana Rapti           | Moviment Socialista                                                | S&D                  |
| Thanos Plevris          | Reagrupament Popular Ortodox                                       | ELD                  |
| Theódoros Skilakakis    | Nova Democràcia (2009–2010) Aliança Democràtica (2010–2012) Drassi | PPE (2009–2010) ALDE |
| Giorgos Stavrakakis     | Moviment Socialista                                                | S&D                  |
| Mikhalis Tremópulos     | Verds Ecologistes                                                  | V–ALE                |
| Ioannis Tsukalàs        | Nova Democràcia                                                    | PPE                  |
| Giorgos Tussas          | Partit Comunista                                                   | EUE-EVN              |
| Niki Tzavel·la          | Reagrupament Popular Ortodox                                       | ELD                  |